# Gran Premio motociclistico di Turchia 2007
Il Gran Premio motociclistico di Turchia 2007 corso il 22 aprile, è stato il terzo Gran Premio della stagione 2007 e ha visto vincere: la Ducati di Casey Stoner in MotoGP, Andrea Dovizioso nella classe 250 e Simone Corsi nella classe 125.

## MotoGP

### Qualifiche
| Pos | Pilota                     | Tempo    |
| --- | -------------------------- | -------- |
| 1.  | Valentino Rossi (Yamaha)   | 1:52.795 |
| 2.  | Colin Edwards (Yamaha)     | 1:52.944 |
| 3.  | Daniel Pedrosa (Honda)     | 1:52.971 |
| 4.  | Casey Stoner (Ducati)      | 1:53.375 |
| 5.  | Loris Capirossi (Ducati)   | 1:53.559 |
| 6.  | Nicky Hayden (Honda)       | 1:53.613 |
| 7.  | John Hopkins (Suzuki)      | 1:53.636 |
| 8.  | Randy de Puniet (Kawasaki) | 1:53.706 |
| 9.  | Chris Vermeulen (Suzuki)   | 1:53.771 |
| 10. | Toni Elías (Honda)         | 1:53.835 |
| 11. | Olivier Jacque (Kawasaki)  | 1:53.847 |
| 12. | Shin'ya Nakano (Honda)     | 1:53.988 |
| 13. | Alex Barros (Ducati)       | 1:54.082 |
| 14. | Marco Melandri (Honda)     | 1:54.142 |
| 15. | Makoto Tamada (Yamaha)     | 1:54.206 |
| 16. | Carlos Checa (Honda)       | 1:54.221 |
| 17. | Alex Hofmann (Ducati)      | 1:54.421 |
| 18. | Kenny Roberts Jr (KR212V)  | 1:54.527 |
| 19. | Sylvain Guintoli (Yamaha)  | 1:54.845 |

### Gara

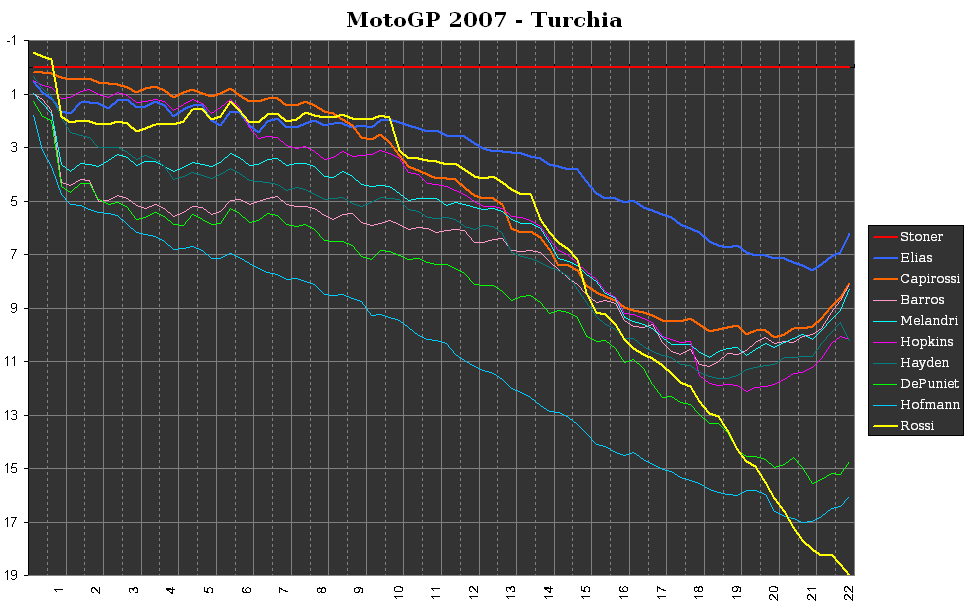
Grafico del GP di Turchia

#### Arrivati al traguardo
| Pos | Nº | Pilota           | Squadra              | Motocicletta | Giri | Tempo     | Griglia | Punti |
| --- | -- | ---------------- | -------------------- | ------------ | ---- | --------- | ------- | ----- |
| 1   | 27 | Casey Stoner     | Ducati Marlboro      | Ducati       | 22   | 42:02.850 | 4       | 25    |
| 2   | 24 | Toni Elías       | Honda Gresini        | Honda        | 22   | +6.207    | 10      | 20    |
| 3   | 65 | Loris Capirossi  | Ducati Marlboro      | Ducati       | 22   | +8.102    | 5       | 16    |
| 4   | 4  | Alex Barros      | Pramac d'Antin       | Ducati       | 22   | +8.135    | 13      | 13    |
| 5   | 33 | Marco Melandri   | Honda Gresini        | Honda        | 22   | +8.289    | 14      | 11    |
| 6   | 21 | John Hopkins     | Rizla Suzuki         | Suzuki       | 22   | +10.186   | 7       | 10    |
| 7   | 1  | Nicky Hayden     | Repsol Honda         | Honda        | 22   | +10.239   | 6       | 9     |
| 8   | 14 | Randy de Puniet  | Kawasaki Racing      | Kawasaki     | 22   | +14.734   | 9       | 8     |
| 9   | 66 | Alex Hofmann     | Pramac d'Antin       | Ducati       | 22   | +16.042   | 17      | 7     |
| 10  | 46 | Valentino Rossi  | Fiat Yamaha          | Yamaha       | 22   | +18.999   | 1       | 6     |
| 11  | 71 | Chris Vermeulen  | Rizla Suzuki         | Suzuki       | 22   | +26.249   | 9       | 5     |
| 12  | 7  | Carlos Checa     | Honda LCR            | Honda        | 22   | +29.546   | 16      | 4     |
| 13  | 56 | Shin'ya Nakano   | Konica Minolta Honda | Honda        | 22   | +36.922   | 12      | 3     |
| 14  | 6  | Makoto Tamada    | Dunlop Yamaha Tech 3 | Yamaha       | 22   | +38.540   | 15      | 2     |
| 15  | 50 | Sylvain Guintoli | Dunlop Yamaha Tech 3 | Yamaha       | 22   | +39.337   | 19      | 1     |
| 16  | 10 | Kenny Roberts Jr | Team Roberts         | KR212V       | 22   | +1:09.336 | 18      |       |

#### Ritirati
| Nº | Pilota         | Squadra         | Motocicletta | Giri | Griglia |
| -- | -------------- | --------------- | ------------ | ---- | ------- |
| 19 | Olivier Jacque | Kawasaki Racing | Kawasaki     | 0    | 11      |
| 26 | Daniel Pedrosa | Repsol Honda    | Honda        | 0    | 3       |
| 5  | Colin Edwards  | Fiat Yamaha     | Yamaha       | 0    | 2       |

### Classifiche

#### Classifica Piloti
| Pos. | Pilota           | Punti |
| ---- | ---------------- | ----- |
| 1.   | Casey Stoner     | 61    |
| 2.   | Valentino Rossi  | 51    |
| 3.   | Daniel Pedrosa   | 36    |
| 4.   | Toni Elías       | 35    |
| 5.   | Marco Melandri   | 30    |
| 6.   | Colin Edwards    | 26    |
| 7.   | Nicky Hayden     | 26    |
| 8.   | Alex Barros      | 25    |
| 9.   | John Hopkins     | 23    |
| 10.  | Chris Vermeulen  | 21    |
| 11.  | Loris Capirossi  | 20    |
| 12.  | Shin'ya Nakano   | 15    |
| 13.  | Carlos Checa     | 14    |
| 14.  | Alex Hofmann     | 12    |
| 15.  | Randy de Puniet  | 11    |
| 16.  | Olivier Jacque   | 4     |
| 17.  | Makoto Tamada    | 4     |
| 18.  | Kenny Roberts Jr | 3     |
| 19.  | Sylvain Guintoli | 3     |

#### Classifica Costruttori
| Pos. | Costruttore | Punti |
| ---- | ----------- | ----- |
| 1.   | Ducati      | 61    |
| 2.   | Honda       | 56    |
| 3.   | Yamaha      | 51    |
| 4.   | Suzuki      | 30    |
| 5.   | Kawasaki    | 15    |
| 6.   | KR212V      | 3     |

#### Classifica Squadre
| Pos. | Squadra              | Punti |
| ---- | -------------------- | ----- |
| 1.   | Ducati Marlboro      | 81    |
| 2.   | Fiat Yamaha          | 77    |
| 3.   | Honda Gresini        | 65    |
| 4.   | Repsol Honda         | 62    |
| 5.   | Rizla Suzuki         | 44    |
| 6.   | Pramac d'Antin       | 37    |
| 7.   | Kawasaki Racing      | 15    |
| 8.   | Konica Minolta Honda | 15    |
| 9.   | Honda LCR            | 14    |
| 10.  | Dunlop Yamaha Tech 3 | 7     |
| 11.  | Team Roberts         | 3     |

## Classe 250

### Arrivati al traguardo
| Pos | Nº | Pilota              | Squadra                     | Motocicletta | Giri | Tempo     | Griglia | Punti |
| --- | -- | ------------------- | --------------------------- | ------------ | ---- | --------- | ------- | ----- |
| 1   | 34 | Andrea Dovizioso    | Scot Racing                 | Honda        | 20   | 39:31.153 | 1       | 25    |
| 2   | 1  | Jorge Lorenzo       | Fortuna Aprilia             | Aprilia      | 20   | +0.103    | 2       | 20    |
| 3   | 19 | Álvaro Bautista     | Master - Mapfre Aspar       | Aprilia      | 20   | +0.318    | 3       | 16    |
| 4   | 3  | Alex De Angelis     | Master - Mapfre Aspar       | Aprilia      | 20   | +4.894    | 4       | 13    |
| 5   | 12 | Thomas Lüthi        | Emmi - Caffe Latte Aprilia  | Aprilia      | 20   | +19.755   | 6       | 11    |
| 6   | 36 | Mika Kallio         | Red Bull KTM                | KTM          | 20   | +22.946   | 7       | 10    |
| 7   | 60 | Julián Simón        | Repsol Honda                | Honda        | 20   | +23.283   | 8       | 9     |
| 8   | 80 | Héctor Barberá      | Toth Aprilia                | Aprilia      | 20   | +47.678   | 10      | 8     |
| 9   | 58 | Marco Simoncelli    | Metis Gilera                | Gilera       | 20   | +58.482   | 5       | 7     |
| 10  | 32 | Fabrizio Lai        | Campetella Racing           | Aprilia      | 20   | +58.734   | 14      | 6     |
| 11  | 41 | Aleix Espargaró     | Blusens Aprilia             | Aprilia      | 20   | +1:08.588 | 15      | 5     |
| 12  | 17 | Karel Abraham       | Cardion AB Motoracing       | Aprilia      | 20   | +1:09.032 | 24      | 4     |
| 13  | 28 | Dirk Heidolf        | Kiefer - Bos - Sotin Racing | Aprilia      | 20   | +1:10.005 | 19      | 3     |
| 14  | 25 | Alex Baldolini      | Kiefer - Bos - Sotin Racing | Aprilia      | 20   | +1:14.509 | 18      | 2     |
| 15  | 8  | Ratthapark Wilairot | Thai Honda PTT-SAG          | Honda        | 20   | +1:17.732 | 17      | 1     |
| 16  | 73 | Shūhei Aoyama       | Repsol Honda                | Honda        | 20   | +1:28.469 | 12      |       |
| 17  | 50 | Eugene Laverty      | Honda LCR                   | Honda        | 20   | +1:49.828 | 21      |       |

### Ritirati
| Nº | Pilota         | Squadra                 | Motocicletta | Giri | Griglia |
| -- | -------------- | ----------------------- | ------------ | ---- | ------- |
| 10 | Imre Tóth      | Toth Aprilia            | Aprilia      | 8    | 22      |
| 9  | Arturo Tizón   | Blusens Aprilia Germany | Aprilia      | 8    | 20      |
| 16 | Jules Cluzel   | Angaia Racing           | Aprilia      | 6    | 16      |
| 4  | Hiroshi Aoyama | Red Bull KTM            | KTM          | 4    | 9       |
| 44 | Tarō Sekiguchi | Campetella Racing       | Aprilia      | 2    | 23      |
| 14 | Anthony West   | Team Sicilia            | Aprilia      | 1    | 13      |
| 55 | Yūki Takahashi | Scot Racing             | Honda        | 1    | 11      |

## Classe 125

### Arrivati al traguardo
| Pos | Nº | Pilota             | Squadra                   | Motocicletta | Giri | Tempo     | Griglia | Punti |
| --- | -- | ------------------ | ------------------------- | ------------ | ---- | --------- | ------- | ----- |
| 1   | 24 | Simone Corsi       | Skilled Racing            | Aprilia      | 19   | 40:03.557 | 3       | 25    |
| 2   | 6  | Joan Olivé         | Polaris World             | Aprilia      | 19   | +0.098    | 7       | 20    |
| 3   | 71 | Tomoyoshi Koyama   | Red Bull KTM              | KTM          | 19   | +1.943    | 6       | 16    |
| 4   | 35 | Raffaele De Rosa   | Multimedia Racing         | Aprilia      | 19   | +2.191    | 11      | 13    |
| 5   | 14 | Gábor Talmácsi     | Bancaja Aspar             | Aprilia      | 19   | +2.646    | 4       | 11    |
| 6   | 52 | Lukáš Pešek        | Valsir Seedorf Derbi      | Derbi        | 19   | +2.939    | 5       | 10    |
| 7   | 8  | Lorenzo Zanetti    | Team Sicilia              | Aprilia      | 19   | +3.119    | 14      | 9     |
| 8   | 38 | Bradley Smith      | Repsol Honda              | Honda        | 19   | +3.120    | 13      | 8     |
| 9   | 29 | Andrea Iannone     | WTR Team                  | Aprilia      | 19   | +10.353   | 17      | 7     |
| 10  | 55 | Héctor Faubel      | Bancaja Aspar             | Aprilia      | 19   | +10.842   | 2       | 6     |
| 11  | 44 | Pol Espargaró      | Belson Campetella Aprilia | Aprilia      | 19   | +14.446   | 18      | 5     |
| 12  | 60 | Michael Ranseder   | Ajo Motorsport            | Derbi        | 19   | +15.421   | 8       | 4     |
| 13  | 22 | Pablo Nieto        | Blusens Aprilia           | Aprilia      | 19   | +15.665   | 12      | 3     |
| 14  | 12 | Esteve Rabat       | Repsol Honda              | Honda        | 19   | +15.870   | 21      | 2     |
| 15  | 34 | Randy Krummenacher | Red Bull KTM              | KTM          | 19   | +15.974   | 16      | 1     |
| 16  | 18 | Nicolás Terol      | Valsir Seedorf Derbi      | Derbi        | 19   | +16.136   | 9       |       |
| 17  | 27 | Stefano Bianco     | WTR Team                  | Aprilia      | 19   | +24.203   | 22      |       |
| 18  | 20 | Roberto Tamburini  | Team Sicilia              | Aprilia      | 19   | +33.668   | 20      |       |
| 19  | 15 | Federico Sandi     | Skilled Racing            | Aprilia      | 19   | +34.531   | 23      |       |
| 20  | 37 | Joey Litjens       | De Graaf Grand Prix       | Honda        | 19   | +45.615   | 24      |       |
| 21  | 54 | Kevin Coghlan      | Scot Racing               | Honda        | 19   | +45.630   | 27      |       |
| 22  | 95 | Robert Mureșan     | Ajo Motorsport            | Derbi        | 19   | +46.162   | 28      |       |
| 23  | 99 | Daniel Webb        | De Graaf Grand Prix       | Honda        | 19   | +49.852   | 30      |       |
| 24  | 77 | Dominique Aegerter | Multimedia Racing         | Aprilia      | 19   | +51.982   | 29      |       |
| 25  | 51 | Stevie Bonsey      | Red Bull KTM              | KTM          | 19   | +1:11.252 | 25      |       |
| 26  | 56 | Hugo van den Berg  | Blusens Aprilia           | Aprilia      | 19   | +1:55.696 | 31      |       |
| 27  | 41 | Tobias Siegert     | ADAC Nordbayern E.V.      | Aprilia      | 18   | +1 giro   | 34      |       |

### Ritirati
| Nº | Pilota          | Squadra                     | Motocicletta | Giri | Griglia |
| -- | --------------- | --------------------------- | ------------ | ---- | ------- |
| 75 | Mattia Pasini   | Polaris World               | Aprilia      | 18   | 1       |
| 40 | Alen Győrfi     | Superbike Guorsasagi M.S.E. | Aprilia      | 17   | 33      |
| 33 | Sergio Gadea    | Bancaja Aspar               | Aprilia      | 17   | 15      |
| 53 | Simone Grotzkyj | Multimedia Racing           | Aprilia      | 13   | 26      |
| 7  | Alexis Masbou   | FFM Honda GP 125            | Honda        | 11   | 19      |
| 13 | Dino Lombardi   | Scot Racing                 | Honda        | 9    | 32      |
| 11 | Sandro Cortese  | Emmi - Caffe Latte Aprilia  | Aprilia      | 6    | 10      |

### Non qualificata
| Nº | Pilota          | Squadra         | Motocicletta |
| -- | --------------- | --------------- | ------------ |
| 39 | Nikolett Kovács | Cemelog-Hanusch | Honda        |